# Вівісектор: Звір усередині
Вівісектор: Тварина усередині  або Вівісектор: Звір усередині — шутер від першої особи, розроблений українською компанією Action Forms та випущений компанією 1С у 2005 році.

## Сюжет
Події гри відбуваються у 1978 році. Головного героя гри — Курта Робінсона разом з групою солдатів, керівником якої є його дівчина Маліка, відправляють на острів Сорео, де, за інформацією їхнього керівництва, іде «політичний збройний конфлікт» — громадське повстання проти панівної там влади, яка просить підтримки. Завдання групи — знайти та врятувати послану на Сорео і таємниче зниклу за кілька тижнів до описуваних подій іншу групу солдатів, очолювану Лаємом Квейдом.
Група десантується на Сорео. Вони знаходять сигнал тривоги, залишений Лаємом перед зникненням в одній з місцевих хатинок. Курт знаходить сигнал і прослуховує його запис. Лаєм каже, що на острові щось не так. «Якщо ви слухаєте це повідомлення, нас, ймовірно, вже немає в живих». Ніякого конфлікту на острові немає, однак відразу на групу нападає зграя якихось електричних гієн-напівроботів і вбиває усіх, крім Курта. Маліка помирає у нього на руках.
Залишившись сам, Курт змушений прориватися вглиб острова, щоб навести контакт з літаком, який би забрав його з острова. Однак літак, підбитий чиєюсь ракетою розбивається у нього на очах. На острові на Курта нападають інші напівтварини-напівроботи, а також солдати — Курт не ініціалізований і вони вважають його ворогом. Кіборги також воюють з солдатами. Стає зрозуміло — на острові відбувається щось таємниче. Курт наводить зв'язок з Лаємом — він і ще двоє солдатів вижили та вже два тижні воюють з кіборгами.
Діставшись до одного з командних пунктів, Курт зв'язується зі своїм місцевим керівником — генералом Догстоуном. Генерал пояснює, що на острові ніякого повстання немає і не було. На Сорео проводяться секретні наукові розробки — створення армії тварин-кіборгів. Прибуття Курта на острів було планом — хтось хоче, щоб він прибув, але Догстоун не каже хто і чому, а просить іти далі й дістатись до нього.
Продовжуючи прориватися крізь натовпи кіборгів, Курт випадково добирається до входу в одну з підземних шахт, де міститься невелика лабораторія. Тут до Курта приходять спогади. Він бачить корабель, який розбивається об скалу біля острова, бачить єдиного, хто вижив — дитину-немовля, яку на дошці приносить до берега. І бачить, як таємничий вчений з зеленим кольором обличчя вводить дитині якусь речовину. Це помічає Догстоун. Він називає вченого Морхедом. Він сварить його, нагадуючи, що з Англії Морхеда вигнали за дослідження над тваринами. Догстоун допоміг Морхеду дістатись до острова Сорео і профінансував проведення подальших експериментів. Догстоун забирає дитину на континент.
Курт добирається до Догстоуна, до якого вже встиг дістатись Лаєм. У величезній залі, де зібрались ті, що вижили, стоїть величезний екран, на якому з'являється Морхед. Догстоун каже, що він виконав його умови — привів Курта і просить, щоб той зупинив тварин — наказав їм більше не вбивати його солдатів. Морхед, звертається до Курта і каже, що він знайомий з ним. Йому було потрібно щось, що є в тілі Курта. Морхед каже, що він хоче заселити увесь острів своїми тваринами-кіборгами, створити нове, мирне суспільство, яке буде мати свою мету. Морхед відхиляє прохання Догстоуна.
Курт, Догстоун і Лаєм хочуть втекти з острова на вертольоті. Однак Достоуна і Лаєма захоплює в полон Лев — керівник повстання кіборгів. Курт добирається до величезного наукового комплексу, де за інформацією Догстоуна, є вертоліт. Там на одному з екранів з'являється Морхед і каже Куртові: «Куди ти біжиш, Курте? Додому? Спинись, озирнись навколо — ти вдома! Невже ти не відчуваєш? Ти потрапив у цей світ беззахисним і намагаєшся іти своїм власним шляхом? Але це не у твоїх силах. Все вже написано замість тебе. Якщо ти не такий вже особливий, щоб обирати свій шлях, тобі не судиться взнати, як він обірветься!». Вертоліт захоплюють солдати, але його збивають кіборги. Однак, Догстоун просить Курта викликати інший, резервний вертоліт, що Курт і робить, діставшись до пункту зв'язку. Дорогою до Храму, де приземлився вертоліт, Курт просить Догстоуна розповісти правду. Догстоун розповідає, що однієї ночі біля острова об скали розбився корабель і Морхед знайшов єдиного з тих, хто вижив — Курта, який був тоді ще немовлям на березі. Тому Морхед і сказав Куртові, що він вдома. На острові, як вже відомо, проводилися експерименти зі створення тварин-кіборгів різних видів, включаючи й тих, які дуже схожі на людей (двоногі) і володіють зброєю. Вони й підняли повстання на острові. Його очолив Лев.
Курт добирається до Храму, де сідає на вертоліт і дістається до підземного бункера, де ув'язнені Лаєм і Догстоун. Курт звільняє їх, але через хвилю кіборгів вони дістаються до вертольота раніше за Курта і просять його вийти на рівний майданчик, де вони його підберуть. Однак в останній момент Догстоун прямо на очах Курта вбиває Лаєма, скидає з вертольота і летить геть — він не хотів, аби інформацію про експерименти на острові хтось ще знав.
Тут Курт і зустрічається з Левом. Лев знає, що Догстоун не втік з острова і договорюється з Куртом про співпрацю. Однак, Лев не може контролювати своїх підопічних, тому Курту все одно доводиться воювати з кіборгами.
Курт дістається до величезного поїзда, на якому йому разом з Левом потрібно дістатись до Третього периметра — Головних Лабораторій. Однак дорогою поїзд розбивається. Курт рятує Лева й іде до лабораторій. Догстоун кидає на Курта своїх спеціальних кіборгів — Овербрутів. Їх же він відсилає до Лабораторій, щоб захопити контроль над ними. Курт доходить до лабораторій, однак там також хаос — вийшли на волю інші недороблені кіборги. Вчені, що вижили, пояснюють, що кіборги хочуть звільнити дуже сильного монстра — «Пантеру», який заморожений у кріокамері. Цьому треба запобігти. Однак овербрути визволяють його, спричинивши розмороження. Пантера вбиває усіх вчених, що вижили — підкладає на їхні тіла вибухівку і підриває. Пантера нападає і на Курта, однак з'являється Лев, який, жертвуючи собою, схоплює пантеру і кидає її в кріокамеру. Однак монстр приклеює до нього вибухівку, але підірвати її не встигає. Лев просить Курта іти далі та знайти Догстоуна.
Пройшовши через засніжені гірські вершини, побувавши у Місті Вічного Життя (як назвав його Догстоун) — величезному комплексі, де зберігаються заморожені тіла кіборгів, Курт добирається до якогось великого дирижабля. Там його схоплюють летючі овербрути та забирають на дирижабль. На екрані в дирижаблі знову з'являється Морхед. Він каже, що Курт може стати гідним батьком дитини та показує на дівчину, яка лежить на операційному столі. Курт впізнає Маліку. Морхед розуміє, що вони знайомі. Він каже, що вона жива — він врятував її. І головне — вона вагітна від Курта. Біля Курта стоїть Догстоун в обладунках величезного напівробота. Він пояснює, що просто хотів від Морхеда створення непереможної армії, яку він, Догстоун, зміг би очолити. В цей момент з'являється Лев і кидається на Догстоуна, але той встигає закритися від нього. Лев підриває приклеєну до нього вибухівку, дирижабль перехиляється і Догстоун падає вниз, в море, Курт падає за ним. Опинившись в невеликому підводному приміщені сам на сам, Курт і Догстоун починають фінальний бій. Курт вбиває Догстоуна, сідає на його робота та опускається на ньому в підводну лабораторію, де на нього чекає Морхед. Опускаючись, він бачить корабель, на якому він колись прибув на острів.
Курт зустрічається з Морхедом. На операційному столі лежить Маліка. Вчений каже Куртові, що покладав на нього великі надії. Коли він увів Курту, коли той ще був немовлям, спеціальну рідину, він змінив його генотип, сподіваючись зробити його досконалим. «Я побудував цей острів для тебе. Я гадав, що ти — вершина мого творіння. Спостерігаючи за тобою, я зрозумів, що перетворення не сталося. Природу не обдуриш. Лише переродження дає нову якість. Ти не змінився. Бо лише дитина може стати зачатком нового ідеального суспільства. І це — твоя дитина. Чи гідний ти того, щоб виростити її?».
В кінці Морхед каже: «Парадокс природи, Курте. Нам дароване Вічне життя. Це — зміна поколінь. Шлях кожного має свій і початок, і кінець. Головне — вчасно зупинитись. Шлях закінчується тут. Нехай його продовжить той, хто народиться наново». Лабораторію починає заливати вода. Курт забирає Маліку, сідає з нею в підводну капсулу, на якій вони вибираються на поверхню моря. В лоні Маліки оживає дитина.

## Реакція на гру
Гра отримала здебільшого позитивні відгуки критиків. Однак у Німеччині гра була знята з продажу через жорстокість у грі — можливість відстрілювати частини тіла ворога.

## Вівісекція
Вівісекція (від лат. vivus — живий і sectio — розсікати) — розтин, виконання операцій на живій тварині з метою вивчення функцій організму, дії ліків, речовин, розробки методів хірургічного лікування.